# David Bolgashvili
Pas d'image ? Cliquez ici

a Compétitions nationales et continentales officielles uniquement.

b Matchs officiels uniquement.
Dernière mise à jour le 4 juin 2023.
David Bolgashvili, né le 19 septembre 1979 à Tbilissi (URSS), est un joueur international géorgien de rugby à XV évoluant au poste de troisième ligne aile ou de troisième ligne centre. Il se reconvertit ensuite en tant qu'entraîneur.

## Biographie

### Enfance
David Bolgashvili est un géorgien originaire de Tbilissi. Son père est médecin et sa mère travaille à l'hôpital. Il débute le rugby à l'âge de 12 ans.

### Parcours en club
Il est repéré à l'âge de 19 ans par Jacques Le Bovic (président du LUC Rugby) qui le fait venir à Lausanne.
Arrivé ensuite en 1999 au club du Lille Métropole rugby, il participe aux montées de ce club jusqu'à jouer de 2008 à 2011 en Fédérale 1.

### Parcours international
De 2000 à 2010, David Bolgashvili est sélectionné à 30 reprises avec l'équipe de Géorgie.
Il est sélectionné par Claude Saurel pour participer à la Coupe du monde de rugby à XV en 2003. Il dispute trois des quatre matchs de poule de son pays dans cette compétition. Il entre en jeu d'abord face à l'Angleterre pour le premier match de Coupe du monde de l'histoire de la Géorgie (défaite 84-6),, puis face aux Samoa (défaite 9-46), avant d'être titularisé contre l'Afrique du Sud, mais son équipe est une nouvelle fois battue sur le score de 46 à 19. Les Géorgiens finissent finalement en cinquième et dernière place de leur groupe et sont donc éliminé de la compétition.
Il participe ensuite à deux championnats européen des nations de rugby à XV en 2007-2008 puis 2010 au cours desquels la Géorgie est sacré championne.

### Entraîneur
En fin de carrière, il se reconvertit en tant qu'entraîneur et entraine l'équipe réserve du Lille Métropole rugby de 2012 à 2015, puis l'équipe première du club nordiste en 2015,. Il parvient à obtenir la montée en Pro avec son club mais celle-ci sera refusée par la DNACG pour des motifs de déficit financiers du club.
Il entraine ensuite le Stade niçois rugby de 2016 à 2022. Après son départ de Nice, il intervient en tant que consultant pour l'équipe de Monaco de rugby à sept afin d'aider cette franchise à progresser.